# Candelaria (Quezon)
Candelaria è una municipalità di prima classe delle Filippine, situata nella Provincia di Quezon, nella regione di Calabarzon.
Candelaria è formata da 25 baranggay:
- Buenavista East
- Buenavista West
- Bukal Norte
- Bukal Sur
- Kinatihan I
- Kinatihan II
- Malabanban Norte
- Malabanban Sur
- Mangilag Norte
- Mangilag Sur
- Masalukot I
- Masalukot II
- Masalukot III

- Masalukot IV
- Masalukot V
- Masin Norte
- Masin Sur
- Mayabobo
- Pahinga Norte
- Pahinga Sur
- Poblacion
- San Andres
- San Isidro
- Santa Catalina Norte
- Santa Catalina Sur